# Incantation
Incantation er et amerikansk dødsmetal-band, dannet af John McEntee og Paul Ledney i 1989. Gruppen er førende indenfor New York dødsmetalscenen sammen med Suffocation og Immolation,[kilde mangler] selvom gruppen kommer fra Johnstown, i Pennsylvania.
Gennem bandets 18 års lange historie har der været utallige medlemsudskiftninger, der har efterladt guitaristen John McEntee som det eneste oprindelige medlem. Incantation er kendt for at blande forskellige tempoer ind i deres musik. Ofte spiller de langsomme nedstemte passager lignende, death/doom bands som Autopsy, Winter, og Disembowelment.

## Medlemmer

### Nuværende medlemmer
- John McEntee – Guitar, vokal (1989–)
- Kyle Severn – Trommer (1994–1998, 2000–)
- Alex Bouks – Guitar (2008–)
- Chuck Sherwood – bas (2008–)
- Jim Roe – Trommer live (1990–1993, 2007–)
- Craig Pillard – Guitar, vokal (1990–1994, 1996–1997), live vokal (2008)

## Diskografi

### Studiealbums
- 1992: Onward to Golgotha
- 1994: Mortal Throne of Nazarene
- 1995: Upon the Throne of Apocalypse
- 1998: Diabolical Conquest
- 2000: The Infernal Storm
- 2002: Blasphemy
- 2004: Decimate Christendom
- 2006: Primordial Domination

### Live albums
- 1997: Tribute to the Goat
- 2002: Live Blasphemy in Brazil Tour 2001

### Ep'er
- 1990: Entrantment of Evil
- 1991: Deliverance of Horrific Prophecies
- 1997: The Forsaken Mourning of Angelic Anguish
- 2008: Blasphemous Cremation